# Campion

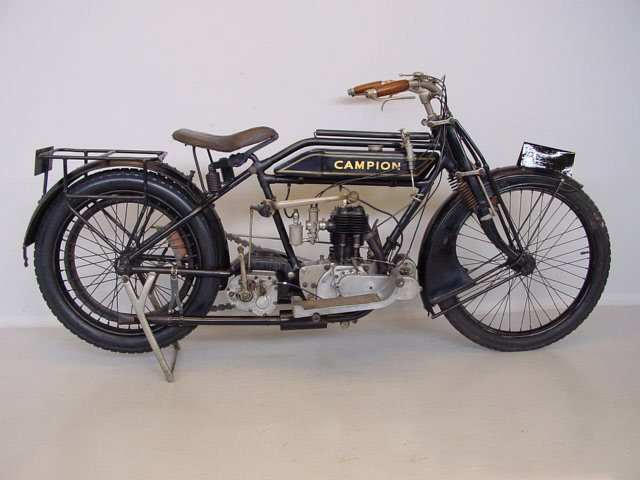
Fotografie motocyklu Campion 4 PK

Campion Cycle Company byl britský výrobce motocyklů a jízdních kol aktivní v letech 1901-1926. Sídlo firmy bylo v Nottingham. Do motocyklů byly montovány motory značek Minerva, MMC, Fafnir, Precision, Villiers, Blackburne a JAP.